# Sauberg (Ehrenfriedersdorf)

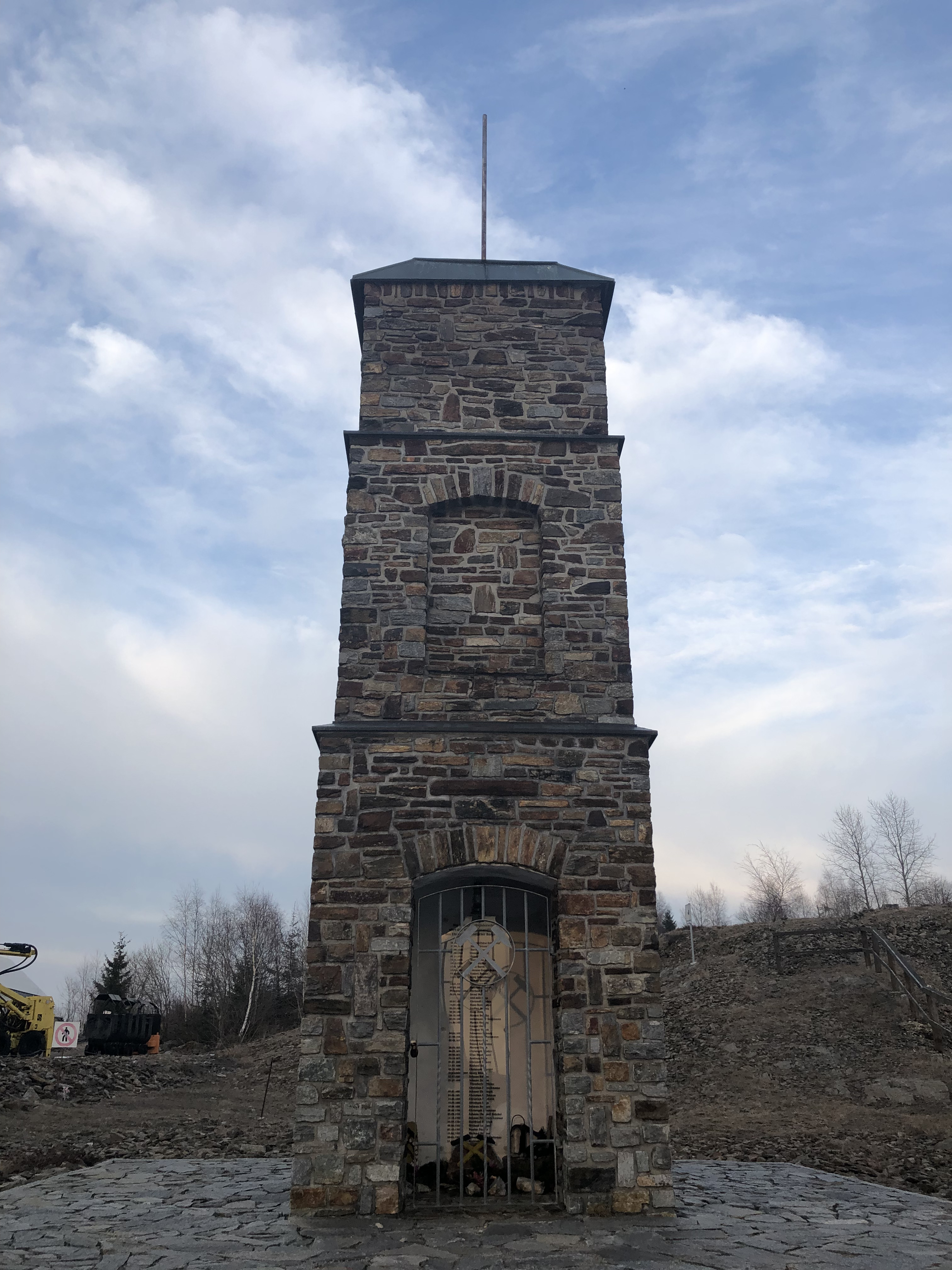
Gedenkstätte verunglückter Bergleute

Der Sauberg ist eine bis zu 640 Meter hohe Erhebung eines Berges bei Ehrenfriedersdorf im Erzgebirge.

## Geografische Lage
Der Sauberg erhebt sich aus dem Tal der Bergstadt Ehrenfriedersdorf im sächsischen Erzgebirgskreis. Die Flusstäler von Wilisch und Seifenbach begrenzen den Sauberg im Norden und Nordwesten. Östlich trennt das Tal des Haidbaches den Sauberg vom angrenzenden Bergbaufeld „Vierung“ ab und südlich schließt sich eine weitere Erhebung, genannt „Steinel“, dem Sauberg an.

## Geschichte

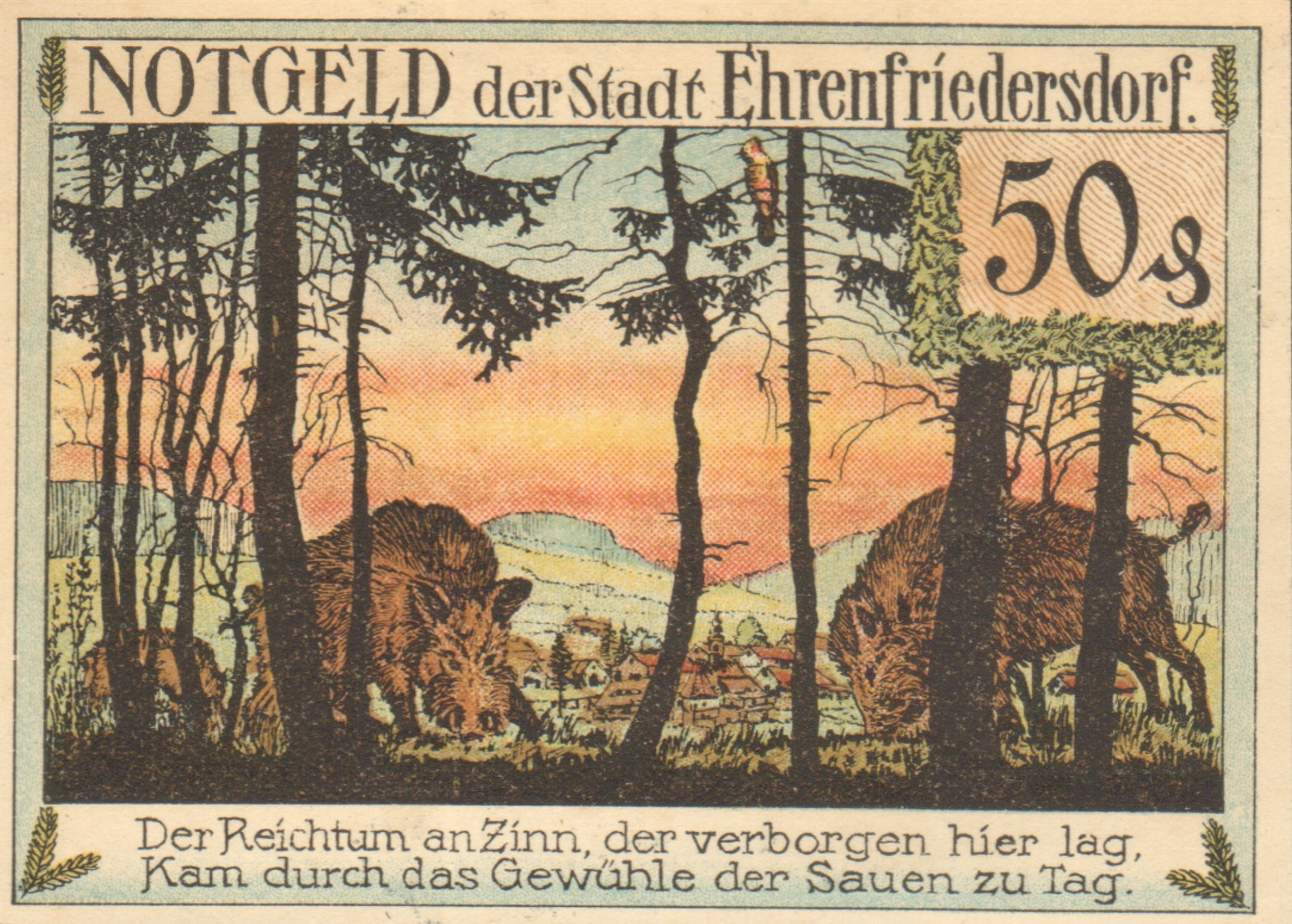
Notgeld Serie Ehrenfriedersdorf

Der Sauberg ist ein zentraler Ort der Bergbaugeschichte von Ehrenfriedersdorf. Am Fuße des Sauberges, dem Seifenbachtal wurde bereits vor 800 Jahren Zinnerz durch Seifner gewonnen. 
In der Folgezeit des Zinnseifens entdeckten Wildschweine durch Wühlen im Erdreich die primären Erzgänge, aus denen die verwitterten Zinngraupen in den Zinnseifen der Täler stammten. Die Sage von den wühlenden Wildschweinen gab dem Sauberg seinen Namen. Im westlichen Teil des Sauberges wurden Silbererze, wenn auch in geringer Menge, gefunden.
Die 800-jährige Bergbaugeschichte des Sauberges vermittelt das Museum und Besucherbergwerk Zinngrube Ehrenfriedersdorf.
Noch zur Zeit der DDR wurde am Sauberg Zinnerz gewonnen.
Auf dem Gelände vom Sauberg stand seit 1928 ein Turm, der an den durch einen Unfall verunglückten Bergmann Oswald Barthel erinnerte. Dieser Gedenkturm versank 1985 in Folge eines Tagesbruches. Er wurde im Jahr 2001 von der Berggrabebrüderschaft neu errichtet und befindet sich nun vor dem Sauberger Haupt- und Richtschacht.
Der Berg ist schon mit seinem Namen Sauberg in dem im Jahr 1788 erschienenen Blatt 156 –Wolkenstein– der Sächsischen Meilenblätter bezeichnet.